# ロバート・ブライス (カナダの官僚)
ロバート・ブラウトン・ブライス（Robert Broughton Bryce、1910年2月27日 - 1997年7月30日）は、カナダの官僚である。

## 生涯
ブライスはトロント大学で工学を修めたのち、ケンブリッジ大学の大学院で経済学を学んで、ジョン・メイナード・ケインズの影響を受けた。1935年の秋にはイギリスからハーバード大学大学院に移り、同じくカナダ人の同輩であるローリー・ターシスの助けを得て、アメリカにケインズ経済学を紹介した。ジョン・ケネス・ガルブレイスによれば、ヨーゼフ・シュンペーターは「ケインズをアッラーと呼び、ブライスはその預言者であると呼んでいた」という。
ブライスは1938年にカナダ財務省に入り、財務次官補や財政委員会書記官を務めた。1954年には枢密院書記官長になり、68年には引退したときは財務次官であった。

## 栄典
1968年にカナダ勲章コンパニオンを「行政機関におけるさまざまな職務は果たし、カナダに貢献した」ことにより受勲している。
彼はマニトバ大学(1961年)、サスカチュワン大学(1970年)、マウントアリソン大学(1970年)、ブリティッシュコロンビア大学(1980年)からそれぞれ法学の名誉博士号を授与されている。

## 著書
- Bryce, Robert, Maturing in Hard Times: Canada's Department of Finance Through the Great Depression (McGill-Queen's Press, 1986, ISBN 0-7735-0555-5).
- Bryce, B. Robert, Canada and the Cost of World War II: The International Operations of Canada's Department of Finance, 1939-1947 (McGill-Queen's University Press, 2005, ISBN 0-7735-2938-1), edited by Matthew J. Bellamy, was published after his death.